# Sergio Vázquez
Sergio Vázquez (n. 23 noiembrie 1965, Buenos Aires, Argentina) este un fost fotbalist argentinian.
Între 1991 și 1994, Vázquez a jucat 30 de meciuri pentru echipa națională a Argentinei. Vázquez a jucat pentru naționala Argentinei la Campionatul Mondial din 1994.

## Statistici
| Argentina | Argentina | Argentina |
| An        | Meciuri   | Goluri    |
| --------- | --------- | --------- |
| 1991      | 11        | 0         |
| 1992      | 7         | 0         |
| 1993      | 7         | 0         |
| 1994      | 5         | 0         |
| Total     | 30        | 0         |